# کبوتر سبز گردن‌صورتی
کبوتر سبز گردن صورتی (نام علمی: Treron vernans) نام یک گونه از تیره کبوتر است.
این کبوتر در کامبوج، اندونزی، مالزی، میانمار فیلیپین، سنگاپور، تایلند و ویتنام زیست می‌کند.